# 신상출시 편스토랑
《신상출시 편스토랑》은 매주 금요일 저녁 8시 30분에 방송되는 요리 전문 예능 프로그램이다. 줄여서 편스토랑으로도 부른다.

## 방송 개요
- 연예계 소문난 '맛.잘.알 (맛을 잘 아는)' 스타들이 혼자 먹기에 아까운 필살의 메뉴를 공개, 이 중 메뉴 평가단의 평가를 통해 승리한 메뉴가 방송 다음날 실제로 전국의 편의점에서 출시되는 신개념 편의점 신상 서바이벌 프로그램이다. 타이틀명은 '편하게 먹는 레스토랑'이라는 의미를 담고 있다. 우승 시에는 GS25[1] 편의점에서 간편식으로 출시된다. 밀키트는 HY (에치와이) 밀키트 브랜드 잇츠온에서 생산한다.

## 방송 시간
| 방송 채널 | 방송 기간                          | 방송 시간                        | 방송 시간                        | 비고               |
| --------- | ---------------------------------- | -------------------------------- | -------------------------------- | ------------------ |
| KBS 2TV   | 2019년 10월 25일 ~ 2020년 1월 31일 | 1부                              | 매주 금요일 밤 9:45 ~ 10:35      | 분리 편성 (1, 2부) |
| KBS 2TV   | 2019년 10월 25일 ~ 2020년 1월 31일 | 2부                              | 매주 금요일 밤 10:35 ~ 11:10     | 분리 편성 (1, 2부) |
| KBS 2TV   | 2020년 2월 7일 ~ 2020년 4월 3일    | 1부                              | 매주 금요일 밤 9:45 ~ 10:50      | 분리 편성 (1, 2부) |
| KBS 2TV   | 2020년 2월 7일 ~ 2020년 4월 3일    | 2부                              | 매주 금요일 밤 10:50 ~ 11:20     | 분리 편성 (1, 2부) |
| KBS 2TV   | 2020년 4월 10일 ~ 2021년 6월 25일  | 1부                              | 매주 금요일 밤 9:50 ~ 10:55      | 분리 편성 (1, 2부) |
| KBS 2TV   | 2020년 4월 10일 ~ 2021년 6월 25일  | 2부                              | 매주 금요일 밤 10:55 ~ 11:30     | 분리 편성 (1, 2부) |
| KBS 2TV   | 2021년 7월 2일 ~ 2021년 12월 24일  | 매주 금요일 밤 9:40 ~ 11:20      | 매주 금요일 밤 9:40 ~ 11:20      | 통합 편성          |
| KBS 2TV   | 2022년 1월 7일 ~ 2022년 4월 15일   | 매주 금요일 저녁 8:30 ~ 밤 10:10 | 매주 금요일 저녁 8:30 ~ 밤 10:10 | 통합 편성          |
| KBS 2TV   | 2022년 4월 22일 ~ 현재             | 매주 금요일 저녁 8:30 ~ 밤 10:00 | 매주 금요일 저녁 8:30 ~ 밤 10:00 | 통합 편성          |

## 진행자

### 역대 진행자
| 출연진          | 방송 기간                          | 방송 회차    | 비고     |
| --------------- | ---------------------------------- | ------------ | -------- |
| 도경완          | 2019년 10월 25일 ~ 2021년 2월 12일 | 1회 ~ 66회   | 1대 메인 |
| 허경환          | 2021년 2월 19일 ~ 2021년 10월 1일  | 67회 ~ 99회  | 임시     |
| 붐              | 2021년 10월 8일 ~ 현재             | 100회 ~ 현재 | 2대 메인 |
| 효정 (오마이걸) | 2024년 2월 23일 ~ 현재             | 213회 ~ 현재 | 보조     |

### 평가 단장
| 출연진 | 방송 기간               | 방송 회차  | 비고 |
| ------ | ----------------------- | ---------- | ---- |
| 이연복 | 2019년 10월 25일 ~ 현재 | 1회 ~ 현재 |      |

## 스페셜 MC
| 스페셜 MC                                           | 방송 기간                                                           | 방송 회차                   |
| --------------------------------------------------- | ------------------------------------------------------------------- | --------------------------- |
| 홍진경                                              | 2019년 10월 25일 ~ 2019년 11월 15일                                 | 1회 ~ 4회                   |
| 붐                                                  | 2019년 11월 22일 ~ 2019년 12월 6일                                  | 5회 ~ 7회                   |
| 강다니엘, 홍진경                                    | 2019년 12월 13일 ~ 2020년 1월 3일                                   | 8회 ~ 10회                  |
| 붐                                                  | 2020년 1월 10일 ~ 2020년 1월 24일                                   | 11회 ~ 13회                 |
| 이지훈                                              | 2020년 1월 31일 ~ 2020년 2월 14일                                   | 14회 ~ 16회                 |
| 전소미                                              | 2020년 2월 21일 ~ 2020년 3월 13일                                   | 17회 ~ 20회                 |
| 소유 (씨스타)                                       | 2020년 3월 20일 ~ 2020년 4월 3일                                    | 21회 ~ 23회                 |
| 홍진영                                              | 2020년 4월 3일 ~ 2020년 5월 1일                                     | 23회 ~ 27회                 |
| 김용명, 김우석 (업텐션)                             | 2020년 5월 1일 ~ 2020년 5월 22일                                    | 27회 ~ 30회                 |
| 김수찬, 김종현 (뉴이스트)                           | 2020년 5월 22일 ~ 2020년 6월 12일                                   | 30회 ~ 33회                 |
| 도겸 (세븐틴)                                       | 2020년 6월 19일 ~ 2020년 7월 3일                                    | 34회 ~ 36회                 |
| 김수찬, 김요한 (위아이)                             | 2020년 7월 10일 ~ 2020년 7월 24일                                   | 37회 ~ 39회                 |
| 강다니엘                                            | 2020년 7월 31일 ~ 2020년 8월 14일                                   | 40회 ~ 42회                 |
| 민혁 (몬스타엑스), 허경환                           | 2020년 8월 21일 ~ 2020년 9월 4일                                    | 43회 ~ 45회                 |
| 홍윤화                                              | 2020년 9월 11일 ~ 2020년 9월 25일                                   | 46회 ~ 48회                 |
| 허경환                                              | 2020년 10월 2일 ~ 2020년 10월 16일                                  | 49회 ~ 51회                 |
| 세븐틴 (원우, 승관)                                 | 2020년 10월 16일 ~ 2020년 11월 6일                                  | 51회 ~ 54회                 |
| 최유정 (위키미키)                                   | 2020년 11월 13일 ~ 2020년 12월 4일                                  | 55회 ~ 57회                 |
| 다영 (우주소녀)                                     | 2020년 12월 11일 ~ 2021년 1월 1일                                   | 58회 ~ 60회                 |
| 우기 ((여자)아이들), 이재성                         | 2021년 1월 8일 ~ 2021년 1월 22일                                    | 61회 ~ 63회                 |
| 윤수현                                              | 2021년 1월 29일 ~ 2021년 2월 12일                                   | 64회 ~ 66회                 |
| 이지혜 (샵)                                         | 2021년 2월 19일 ~ 2021년 3월 5일                                    | 67회 ~ 69회                 |
| 이지혜 (샵), 박지원                                 | 2021년 3월 12일 ~ 2021년 3월 26일                                   | 70회 ~ 72회                 |
| 안연홍                                              | 2021년 4월 2일 ~ 2021년 4월 16일                                    | 73회 ~ 75회                 |
| 하도권                                              | 2021년 4월 23일 ~ 2021년 5월 7일                                    | 76회 ~ 78회                 |
| 박소현, 현영                                        | 2021년 5월 14일 ~ 2021년 5월 28일                                   | 79회 ~ 81회                 |
| 홍자, 윙크                                          | 2021년 6월 4일 ~ 2021년 6월 18일                                    | 82회 ~ 84회                 |
| 이홍기 (FT아일랜드), 안성준                         | 2021년 6월 25일 ~ 2021년 7월 9일                                    | 85회 ~ 87회                 |
| 정시아, 쓰복만                                      | 2021년 7월 16일 ~ 2021년 7월 30일                                   | 88회 ~ 90회                 |
| 진아름, 인성 (SF9)                                  | 2021년 8월 6일 ~ 2021년 8월 20일                                    | 91회 ~ 93회                 |
| 정시아, 다영 (우주소녀)                             | 2021년 8월 27일 ~ 2021년 9월 10일                                   | 94회 ~ 96회                 |
| 정시아, 인성 (SF9), 승희 (오마이걸)                 | 2021년 9월 17일 ~ 2021년 10월 1일                                   | 97회 ~ 99회                 |
| 정시아, 승관 (세븐틴)                               | 2021년 10월 8일 ~ 2021년 10월 29일                                  | 100회 ~ 103회               |
| 승관 (세븐틴)                                       | 2021년 11월 5일 ~ 2021년 11월 19일                                  | 104회 ~ 106회               |
| 다영 (우주소녀), 인성 (SF9)                         | 2021년 12월 3일 ~ 2021년 12월 24일                                  | 107회 ~ 109회               |
| 강남, 디타 (시크릿넘버)                             | 2022년 1월 7일 ~ 2022년 1월 28일                                    | 110회 ~ 113회               |
| 강남, 솔빈 (라붐)                                   | 2022년 2월 4일 ~ 2022년 2월 25일                                    | 114회 ~ 116회               |
| 장원영 (IVE)                                        | 2022년 3월 4일 ~ 2022년 3월 18일                                    | 117회 ~ 119회               |
| 아이키                                              | 2022년 3월 25일 ~ 2022년 4월 8일                                    | 120회 ~ 122회               |
| 김보민                                              | 2022년 4월 15일 ~ 2022년 4월 29일                                   | 123회 ~ 125회               |
| 효정 (오마이걸)                                     | 2022년 5월 6일 ~ 2022년 5월 20일                                    | 126회 ~ 128회               |
| 박하나                                              | 2022년 5월 27일 ~ 2022년 6월 10일                                   | 129회 ~ 131회               |
| 효정 (오마이걸)                                     | 2022년 6월 17일 ~ 2022년 7월 1일                                    | 132회 ~ 134회               |
| 최예빈, 김요한 (위아이)                             | 2022년 7월 8일 ~ 2022년 7월 22일                                    | 135회 ~ 137회               |
| 백지헌 (프로미스나인)                               | 2022년 7월 29일 ~ 2022년 8월 12일                                   | 138회 ~ 140회               |
| 다현 (트와이스), 파비앙                             | 2022년 8월 19일 ~ 2022년 9월 2일                                    | 141회 ~ 143회               |
| 강남, 효정 (오마이걸)                               | 2022년 9월 9일 ~ 2022년 9월 23일                                    | 144회 ~ 146회               |
| 강남                                                | 2022년 9월 30일 ~ 2022년 10월 21일                                  | 147회 ~ 149회               |
| 김나영                                              | 2022년 10월 28일 ~ 2022년 11월 18일                                 | 150회 ~ 153회               |
| 산다라박 (2NE1), 정시아                             | 2022년 12월 2일 ~ 2022년 12월 23일                                  | 154회 ~ 156회               |
| 아유미 (슈가), 정시아, 김종현 (뉴이스트)            | 2022년 12월 30일 ~ 2023년 1월 20일                                  | 157회 ~ 160회               |
| 연우 (모모랜드)                                     | 2023년 1월 27일 ~ 2023년 2월 10일                                   | 161회 ~ 163회               |
| 뱀뱀 (갓세븐)                                       | 2023년 2월 17일 ~ 2023년 3월 3일                                    | 164회 ~ 166회               |
| 한해, 함은정 (티아라)                               | 2023년 3월 17일 ~ 2023년 3월 31일                                   | 167회 ~ 169회               |
| 한해, 이서 (IVE)                                    | 2023년 4월 7일 ~ 2023년 4월 21일                                    | 170회 ~ 172회               |
| 한해, 사쿠라 (르세라핌)                             | 2023년 4월 28일 ~ 2023년 5월 19일                                   | 173회 ~ 176회               |
| 효정 (오마이걸), 이채민, 주헌 (몬스타엑스)          | 2023년 5월 26일 ~ 2023년 6월 9일                                    | 177회 ~ 179회               |
| 산다라박 (2NE1)                                     | 2023년 6월 16일                                                     | 180회                       |
| 한해, 성훈 (엔하이픈)                               | 2023년 6월 16일 ~ 2023년 7월 7일                                    | 180회 ~ 183회               |
| 한해, 산다라박 (2NE1), 임현진 (에스페로)            | 2023년 7월 14일 ~ 2023년 8월 4일                                    | 184회 ~ 187회               |
| 효정 (오마이걸)                                     | 2023년 8월 4일                                                      | 187회                       |
| 효정 (오마이걸), 영탁                               | 2023년 8월 11일 ~ 2023년 8월 25일                                   | 188회 ~ 190회               |
| 별, 이서연                                          | 2023년 9월 1일 ~ 2023년 9월 15일                                    | 191회 ~ 193회               |
| 별, 제이어스 (온앤오프), 리즈 (IVE)                 | 2023년 9월 22일 ~ 2023년 10월 13일                                  | 194회 ~ 196회               |
| 조유리, 남창희                                      | 2023년 10월 20일 ~ 2023년 11월 3일                                  | 197회 ~ 199회               |
| 한해, 효정 (오마이걸), 장민호, 송해나               | 2023년 11월 10일 ~ 2023년 12월 1일                                  | 200회 ~ 202회               |
| 한해, 인성 (SF9), 이정하                            | 2023년 12월 8일 ~ 2024년 1월 5일                                    | 203회 ~ 206회               |
| 효정 (오마이걸), 산들 (B1A4), 한재이                | 2024년 1월 12일 ~ 2024년 1월 26일                                   | 207회 ~ 209회               |
| 효정 (오마이걸), 김채원 (LE SSERAFIM), 홍지윤       | 2024년 2월 2일 ~ 2024년 2월 16일                                    | 210회 ~ 212회               |
| 이장준 (골든차일드), 브라이언 (플라이 투 더 스카이) | 2024년 2월 23일 ~ 2024년 3월 8일                                    | 213회 ~ 215회               |
| 한해, 김다현                                        | 2024년 3월 15일 ~ 2024년 4월 5일                                    | 216회 ~ 219회               |
| 이장준 (골든차일드)                                 | 2024년 4월 12일 ~ 2024년 4월 26일                                   | 220회 ~ 222회               |
| 한해                                                | 2024년 5월 3일 ~ 2024년 5월 10일                                    | 223회 ~ 224회               |
| 홍지윤, 정용화 (씨엔블루)                           | 2024년 5월 17일 ~ 2024년 6월 7일                                    | 225회 ~ 228회               |
| 이정신 (씨엔블루)                                   | 2024년 6월 14일 ~ 2024년 6월 28일                                   | 229회 ~ 231회               |
| 문성현                                              | 2024년 7월 5일 ~ 2024년 7월 26일                                    | 232회 ~ 235회               |
| 한해, 권은비                                        | 2024년 8월 16일 ~ 2024년 8월 30일                                   | 236회 ~ 238회               |
| 홍은채 (르세라핌), 배혜지                           | 2024년 9월 6일, 2024년 9월 20일 ~ 2024년 9월 27일, 2024년 10월 11일 | 239회, 241회 ~ 242회, 244회 |
| 이현이, 김재원                                      | 2024년 9월 13일, 2024년 10월 4일, 2024년 10월 25일                  | 240회, 243회, 246회         |
| 이현이, 이관희                                      | 2024년 10월 18일, 2024년 11월 1일, 2024년 11월 15일                 | 245회, 247회, 249회         |
| 표창원, 정영주                                      | 2024년 11월 8일, 2024년 11월 22일 ~ 2024년 12월 13일                | 248회, 250회 ~ 252회        |
| 백지헌 (프로미스나인), 강수정                       | 2024년 12월 27일, 2025년 1월 10일 ~ 2025년 1월 17일                 | 253회 ~ 255회               |
| 이금희                                              | 2025년 1월 24일 ~ 2025년 2월 7일                                    | 256회 ~ 258회               |
| 홍지윤                                              | 2025년 2월 21일 ~ 2025년 2월 28일, 2025년 3월 21일                  | 260회 ~ 261회, 264회        |
| 이기광 (하이라이트), 예린 (여자친구), 정호영        | 2025년 4월 18일 ~ 2025년 5월 2일                                    | 268회 ~ 270회               |
| 한해, 이시안                                        | 2025년 5월 30일 ~ 2025년 6월 13일                                   | 274회 ~ 276회               |
| 백지헌 (프로미스나인)                               | 2025년 6월 20일 ~ 2025년 7월 4일                                    | 277회 ~ 279회               |
| 예지 (ITZY)                                         | 2025년 7월 11일 ~ 2025년 8월 1일                                    | 280회 ~ 282회               |
| 문샤넬 (피프티 피프티), 한해                        | 2025년 8월 8일 ~ 2025년 8월 22일                                    | 283회 ~ 285회               |
|                                                     | 2025년 8월 29일 ~                                                   | 286회 ~                     |

## 출연자

### 편세프
| 출연진                                              | 방송 기간                                                           | 방송 회차                   |
| --------------------------------------------------- | ------------------------------------------------------------------- | --------------------------- |
| 이경규, 이영자, 김나영, 정일우, 정혜영, 진세연      | 2019년 10월 25일 ~ 2019년 11월 15일                                 | 1회 ~ 4회                   |
| 이경규, 이영자, 김나영, 정일우, 진세연, 돈 스파이크 | 2019년 11월 22일 ~ 2019년 12월 6일                                  | 5회 ~ 7회                   |
| 이경규, 이영자, 정일우, 진세연, 이정현              | 2019년 12월 13일 ~ 2020년 1월 3일                                   | 8회 ~ 10회                  |
| 이경규, 이영자, 정일우, 이정현, 이혜성              | 2020년 1월 10일 ~ 2020년 1월 24일                                   | 11회 ~ 13회                 |
| 이경규, 이영자, 정일우, 이정현, 이유리              | 2020년 1월 31일 ~ 2020년 2월 14일                                   | 14회 ~ 16회                 |
| 이경규, 이영자, 정일우, 이정현, 이유리              | 2020년 2월 21일 ~ 2020년 3월 13일                                   | 17회 ~ 20회                 |
| 이경규, 이영자, 이정현, 이유리, 심지호              | 2020년 3월 13일 ~ 2020년 4월 3일                                    | 20회 ~ 23회                 |
| 이경규, 이영자, 이정현, 이유리, 오윤아              | 2020년 4월 3일 ~ 2020년 5월 1일                                     | 23회 ~ 27회                 |
| 이경규, 이영자, 이정현, 오윤아, 조정민              | 2020년 5월 1일 ~ 2020년 5월 22일                                    | 27회 ~ 30회                 |
| 이경규, 이영자, 오윤아, 전혜빈, 진성                | 2020년 5월 22일 ~ 2020년 6월 12일                                   | 30회 ~ 33회                 |
| 이경규, 이영자, 오윤아, 전혜빈, 한지혜              | 2020년 6월 19일 ~ 2020년 7월 3일                                    | 34회 ~ 36회                 |
| 이경규, 오윤아, 한지혜, 장민호                      | 2020년 7월 10일 ~ 2020년 7월 24일                                   | 37회 ~ 39회                 |
| 이영자, 오윤아, 한지혜, 홍진영                      | 2020년 7월 31일 ~ 2020년 8월 14일                                   | 40회 ~ 42회                 |
| 이경규, 오윤아, 한지혜, 한다감                      | 2020년 8월 21일 ~ 2020년 9월 4일                                    | 43회 ~ 45회                 |
| 이영자, 진성, 한다감, 함연지                        | 2020년 9월 11일 ~ 2020년 9월 25일                                   | 46회 ~ 48회                 |
| 이경규, 김재원, 문정원, 윤은혜                      | 2020년 10월 2일 ~ 2020년 10월 16일                                  | 49회 ~ 51회                 |
| 이경규, 이영자, 이유리, 오윤아, 류수영, 홍석천      | 2020년 10월 16일 ~ 2020년 11월 6일                                  | 51회 ~ 54회                 |
| 이영자, 이유리, 김재원, 류수영                      | 2020년 11월 13일 ~ 2020년 12월 4일                                  | 55회 ~ 57회                 |
| 이경규, 이유리, 김재원, 류수영                      | 2020년 12월 11일 ~ 2021년 1월 1일                                   | 58회 ~ 60회                 |
| 이영자, 이유리, 한다감, 윤은혜                      | 2021년 1월 8일 ~ 2021년 1월 22일                                    | 61회 ~ 63회                 |
| 이경규, 이유리, 김재원, 박정아                      | 2021년 1월 29일 ~ 2021년 2월 12일                                   | 64회 ~ 66회                 |
| 이영자, 이유리, 오윤아, 류수영                      | 2021년 2월 19일 ~ 2021년 3월 5일                                    | 67회 ~ 69회                 |
| 이경규, 이유리, 김재원, 간미연                      | 2021년 3월 12일 ~ 2021년 3월 26일                                   | 70회 ~ 72회                 |
| 이영자, 이유리, 김재원, 류수영                      | 2021년 4월 2일 ~ 2021년 4월 16일                                    | 73회 ~ 75회                 |
| 이경규, 오윤아, 한지혜, 기태영                      | 2021년 4월 23일 ~ 2021년 5월 7일                                    | 76회 ~ 78회                 |
| 이영자, 이유리, 류수영, 김승수                      | 2021년 5월 14일 ~ 2021년 5월 28일                                   | 79회 ~ 81회                 |
| 이경규, 박정아, 기태영, 명세빈                      | 2021년 6월 4일 ~ 2021년 6월 18일                                    | 82회 ~ 84회                 |
| 이영자, 이유리, 김재원, 류수영                      | 2021년 6월 25일 ~ 2021년 7월 9일                                    | 85회 ~ 87회                 |
| 이경규, 오윤아, 류수영, 기태영                      | 2021년 7월 16일 ~ 2021년 7월 30일                                   | 88회 ~ 90회                 |
| 이영자, 이유리, 류수영, 명세빈                      | 2021년 8월 6일 ~ 2021년 8월 20일                                    | 91회 ~ 93회                 |
| 이경규, 류수영, 기태영, 김승수                      | 2021년 8월 27일 ~ 2021년 9월 10일                                   | 94회 ~ 96회                 |
| 이영자, 김재원, 이민영, 정상훈                      | 2021년 9월 17일 ~ 2021년 10월 1일                                   | 97회 ~ 99회                 |
| 이경규, 이영자, 류수영, 기태영, 정상훈, 추상미      | 2021년 10월 8일 ~ 2021년 10월 29일                                  | 100회 ~ 103회               |
| 이경규, 류수영, 정상훈, 박솔미                      | 2021년 11월 5일 ~ 2021년 11월 19일                                  | 104회 ~ 106회               |
| 이영자, 오윤아, 류수영, 기태영                      | 2021년 12월 3일 ~ 2021년 12월 24일                                  | 107회 ~ 109회               |
| 류수영, 기태영, 박솔미, 추상화                      | 2022년 1월 7일 ~ 2022년 1월 28일                                    | 110회 ~ 113회               |
| 이영자, 김재원, 류수영, 정상훈                      | 2022년 2월 4일 ~ 2022년 2월 25일                                    | 114회 ~ 116회               |
| 이경규, 심지호, 정상훈, 박솔미                      | 2022년 3월 4일 ~ 2022년 3월 18일                                    | 117회 ~ 119회               |
| 이영자, 류수영, 정상훈, 차예련                      | 2022년 3월 25일 ~ 2022년 4월 8일                                    | 120회 ~ 122회               |
| 이경규, 류수영, 박솔미, 박하나                      | 2022년 4월 15일 ~ 2022년 4월 29일                                   | 123회 ~ 125회               |
| 류수영, 차예련, 이찬원, 이태곤                      | 2022년 5월 6일 ~ 2022년 5월 20일                                    | 126회 ~ 128회               |
| 류수영, 박솔미, 이찬원, 류진                        | 2022년 5월 27일 ~ 2022년 6월 10일                                   | 129회 ~ 131회               |
| 오윤아, 차예련, 이찬원, 심지호                      | 2022년 6월 17일 ~ 2022년 7월 1일                                    | 132회 ~ 134회               |
| 류수영, 이유리, 정상훈, 추성훈                      | 2022년 7월 8일 ~ 2022년 7월 22일                                    | 135회 ~ 137회               |
| 류수영, 차예련, 이찬원, 박준금                      | 2022년 7월 29일 ~ 2022년 8월 12일                                   | 138회 ~ 140회               |
| 한지혜, 박솔미, 이찬원, 김규리                      | 2022년 8월 19일 ~ 2022년 9월 2일                                    | 141회 ~ 143회               |
| 차예련, 이찬원, 이태곤, 송재림                      | 2022년 9월 9일 ~ 2022년 9월 23일                                    | 144회 ~ 146회               |
| 류수영, 이찬원, 김규리, 심이영                      | 2022년 9월 30일 ~ 2022년 10월 21일                                  | 147회 ~ 149회               |
| 박수홍, 류수영, 차예련, 박솔미, 이찬원              | 2022년 10월 28일 ~ 2022년 11월 18일                                 | 150회 ~ 153회               |
| 박수홍, 심지호, 이찬원, 박탐희                      | 2022년 12월 2일 ~ 2022년 12월 23일                                  | 154회 ~ 156회               |
| 류수영, 박수홍, 차예련, 이찬원                      | 2022년 12월 30일 ~ 2023년 1월 20일                                  | 157회 ~ 160회               |
| 박수홍, 류수영, 박솔미, 이찬원                      | 2023년 1월 27일 ~ 2023년 2월 10일                                   | 161회 ~ 163회               |
| 박수홍, 류수영, 정상훈, 차예련                      | 2023년 2월 17일 ~ 2023년 3월 3일                                    | 164회 ~ 166회               |
| 이태곤, 류수영, 차예련, 이찬원                      | 2023년 3월 17일 ~ 2023년 3월 31일                                   | 167회 ~ 169회               |
| 박수홍, 박솔미, 남보라, 이찬원                      | 2023년 4월 7일 ~ 2023년 4월 21일                                    | 170회 ~ 172회               |
| 박수홍, 강수정, 류수영, 이찬원                      | 2023년 4월 28일 ~ 2023년 5월 19일                                   | 173회 ~ 176회               |
| 박정수, 오윤아, 최귀화, 강수정                      | 2023년 5월 26일 ~ 2023년 6월 9일                                    | 177회 ~ 179회               |
| 류수영, 차예련, 이찬원, 이정현, 박탐희              | 2023년 6월 16일 ~ 2023년 7월 7일                                    | 180회 ~ 183회               |
| 박수홍, 류수영, 이정현, 한해                        | 2023년 7월 14일 ~ 2023년 8월 4일                                    | 184회 ~ 187회               |
| 류수영, 송가인, 이정현, 박수홍                      | 2023년 8월 11일 ~ 2023년 8월 25일                                   | 188회 ~ 190회               |
| 명세빈, 류수영, 이정현, 강율                        | 2023년 9월 1일 ~ 2023년 9월 15일                                    | 191회 ~ 193회               |
| 한지혜, 남보라, 박수홍, 양지은                      | 2023년 9월 22일 ~ 2023년 10월 13일                                  | 194회 ~ 196회               |
| 진서연, 류수영, 이정현, 한해                        | 2023년 10월 20일 ~ 2023년 11월 3일                                  | 197회 ~ 199회               |
| 이상엽, 이정현, 남윤수                              | 2023년 11월 10일 ~ 2023년 12월 1일                                  | 200회 ~ 202회               |
| 이상엽, 이찬원, 진서연, 류수영                      | 2023년 12월 8일 ~ 2024년 1월 5일                                    | 203회 ~ 206회               |
| 이상엽, 이정현, 류수영, 강율                        | 2024년 1월 12일 ~ 2024년 1월 26일                                   | 207회 ~ 209회               |
| 장민호, 한지혜, 진서연, 윤유선                      | 2024년 2월 2일 ~ 2024년 2월 16일                                    | 210회 ~ 212회               |
| 이상엽, 차예련, 한채영                              | 2024년 2월 23일 ~ 2024년 3월 8일                                    | 213회 ~ 215회               |
| 이정현, 진서연, 남윤수, 장민호                      | 2024년 3월 15일 ~ 2024년 4월 5일                                    | 216회 ~ 219회               |
| 류수영, 이상엽, 이정현, 양지은                      | 2024년 4월 12일 ~ 2024년 4월 26일                                   | 220회 ~ 222회               |
| 류수영, 장민호, 진서연                              | 2024년 5월 3일 ~ 2024년 5월 10일                                    | 223회 ~ 224회               |
| 강율, 장민호, 김재중                                | 2024년 5월 17일 ~ 2024년 6월 7일                                    | 225회 ~ 228회               |
| 이정현, 남윤수, 진서연                              | 2024년 6월 14일 ~ 2024년 6월 28일                                   | 229회 ~ 231회               |
| 김재중, 류수영, 장민호, 윤유선                      | 2024년 7월 5일 ~ 2024년 7월 26일                                    | 232회 ~ 235회               |
| 양지은, 류수영, 진서연, 이상우                      | 2024년 8월 16일 ~ 2024년 8월 30일                                   | 236회 ~ 238회               |
| 장민호, 이찬원, 김재중, 남윤수                      | 2024년 9월 6일, 2024년 9월 20일 ~ 2024년 9월 27일, 2024년 10월 11일 | 239회, 241회 ~ 242회, 244회 |
| 류수영, 이정현, 이상우                              | 2024년 9월 13일, 2024년 10월 4일, 2024년 10월 25일                  | 240회, 243회, 246회         |
| 이정현, 김재중, 장민호                              | 2024년 10월 18일, 2024년 11월 1일, 2024년 11월 15일                 | 245회, 247회, 249회         |
| 이찬원, 류수영, 이상우, 김재중                      | 2024년 11월 8일, 2024년 11월 22일 ~ 2024년 12월 13일                | 248회, 250회 ~ 252회        |
| 이정현, 류수영, 장민호, 윤종훈                      | 2024년 12월 27일, 2025년 1월 10일 ~ 2025년 1월 17일                 | 253회 ~ 255회               |
| 이상우, 김재중, 장신영                              | 2025년 1월 24일 ~ 2025년 2월 7일                                    | 256회 ~ 258회               |
| 장민호, 남보라, 윤종훈                              | 2025년 2월 14일, 2025년 3월 7일 ~ 2025년 3월 14일                   | 259회, 262회 ~ 263회        |
| 이상우, 류수영, 장신영                              | 2025년 2월 21일 ~ 2025년 2월 28일, 2025년 3월 21일                  | 260회 ~ 261회, 264회        |
| 남보라 (박은영), 김재중 (권성준), 홍지윤 (이연복)   | 2025년 3월 28일 ~ 2025년 4월 11일                                   | 265회 ~ 267회               |
| 이찬원, 기은세, 남윤수                              | 2025년 4월 18일 ~ 2025년 5월 2일                                    | 268회 ~ 270회               |
| 복스타엑스, 이정현, 하영                            | 2025년 5월 9일 ~ 2025년 5월 23일                                    | 271회 ~ 273회               |
| 장신영, 기은세, 박태환                              | 2025년 5월 30일 ~ 2025년 6월 13일                                   | 274회 ~ 276회               |
| 장민호, 이정현, 김준현                              | 2025년 6월 20일 ~ 2025년 7월 4일                                    | 277회 ~ 279회               |
| 김재중, 이상우, 김금순                              | 2025년 7월 11일 ~ 2025년 8월 1일                                    | 280회 ~ 282회               |
| 장신영, 이정현, 김강우                              | 2025년 8월 8일 ~ 2025년 8월 22일                                    | 283회 ~ 285회               |
|                                                     | 2025년 8월 29일 ~                                                   | 286회 ~                     |

## 수상 경력
2019년
- 2019년 KBS 연예대상
  - 핫이슈 프로그램상
  - 쇼·오락 부문 우수상 - 도경완
  - 쇼·오락 부문 신인상 - 정일우
  - 베스트 커플상 - 이경규, 이영자
  - 방송작가상 - 백순영 작가

2020년
- 2020년 KBS 연예대상
  - 쇼 버라이어티부문 신인상 - 김재원
  - 리얼리티 베스트 엔터테이너상 - 오윤아, 류수영
  - 프로듀서 특별상 - 이영자
  - 리얼리티 부문 우수상 - 이유리

2021년
- 2021년 KBS 연예대상
  - 핫이슈 예능인상 - 이연복
  - 인기상 - 류수영
  - 리얼리티 부문 우수상 - 오윤아

2022년
- 2022년 KBS 연예대상
  - 베스트 엔터테이너상 - 차예련
  - 쇼·버라이어티 부문 우수상 - 이찬원
  - 쇼·버라이어티 부문 최우수상 - 류수영

2023년
- 2023년 KBS 연예대상
  - 리얼리티 부문 신인상 - 진서연
  - 프로듀서 특별상 - 붐
  - 리얼리티 부문 최우수상 - 이찬원
  - 올해의 예능인상 - 류수영

2024년
- 2024년 KBS 연예대상
  - 리얼리티 부문 남자 신인상 - 이상우
  - 베스트 아이콘상 - 이연복
  - 리얼리티 부문 남자 최우수상 - 장민호
  - 올해의 예능인상 - 류수영, 이찬원
  - 대상 - 이찬원

## 같이 보기
- 요리
- 음식

## 동일 소재 프로그램
- 한식탐험대 (KBS 시사교양본부 제작)
- 한국인의 밥상 (KBS 1TV)
- 백종원 클라쓰 (KBS 2TV)
- 최고의 요리 비결 (EBS 1TV)
- 찾아라! 맛있는 TV, 백파더: 요리를 멈추지 마!, 볼빨간 신선놀음, 로컬 식탁 (MBC TV)
- 결정 맛대맛, 백종원의 골목식당, 맛남의 광장, 식자회담 - 국가발전 프로젝트 (SBS TV)
- 우리가 아는 맛-알토란 (MBN)
- 식객 허영만의 백반기행 (TV조선)
- 삼시세끼, 백패커, 줄 서는 식당 (tvN)
- 토요일은 밥이 좋아 (E채널)
- 맛있는 녀석들 (코미디TV)
- 노중훈의 여행의 맛 (MBC 표준FM)

## 결방 및 편성 변경 안내
2019년
- 12월 27일 : 《2019 KBS 가요대축제》 중계방송으로 인한 결방.

2020년
- 1월 24일 : 설 특집으로 저녁 8시 20분에 조기 방송.
- 5월 15일 : KBS 스포츠 2020년 KBO 리그 정규시즌 《롯데 자이언츠 VS 한화 이글스》 중계방송으로 인해 밤 10시에 지연 방송.
- 10월 2일 : 추석특선영화 《엑시트》 편성으로 인한 밤 10시에 지연 방송.
- 11월 20일 : KBS 스포츠 2020년 한국시리즈 3차전 《NC 다이노스 VS 두산 베어스》 중계방송으로 인한 결방.
- 12월 18일 : 《2020 KBS 가요대축제》 중계방송으로 인한 결방.

2021년
- 2월 12일 : 설 특집으로 밤 10시 10분에 지연 방송.
- 7월 30일 : 《2020 도쿄 올림픽》 중계방송으로 인해 저녁 8시 50분에 조기 방송.
- 8월 6일 : 《2020 도쿄 올림픽》 중계방송으로 인해 밤 11시 30분에 지연 방송.
- 11월 26일 : 제42회 청룡영화상 시상식 중계방송으로 인한 결방.
- 12월 17일 : 《2021 KBS 가요대축제》 중계방송으로 인한 결방.
- 12월 31일 : 《2021 KBS 연기대상》 시상식 중계방송으로 인한 결방.

2022년
- 2월 11일 : 《2022 베이징 동계 올림픽》 중계방송으로 인한 결방.
- 8월 12일 : 《서울 페스타 2022 개막공연 K-POP SUPER LIVE》 편성으로 인한 밤 10시 30분에 지연 방송.
- 9월 9일 : 추석 특집 밤 9시 지연 방송.
- 10월 14일 : 스페셜 편성으로 인한 결방.
- 11월 25일 : 제43회 청룡영화상 시상식 중계방송으로 인한 결방.
- 12월 16일 : 《2022 KBS 가요대축제》 중계방송으로 인한 결방.

2023년
- 3월 10일 : 2023 월드 베이스볼 클래식 《대한민국 VS 일본》 중계방송으로 인한 결방.
- 3월 31일 : 《2023 순천만 국제정원박람회 개막공연》 편성으로 인한 밤 9시 지연 방송.
- 8월 11일 : 《2023 세계스카우트 잼버리 K-POP 슈퍼라이브》 편성으로 인한 밤 9시 10분 지연 방송.
- 9월 29일 : 《2022 항저우 아시안 게임》 중계방송으로 인한 저녁 5시 방송.
- 10월 6일 : 《2022 항저우 아시안 게임》 중계방송으로 결방.
- 11월 10일 : 2023년 한국시리즈 3차전 중계방송으로 밤 10시 40분 방송.
- 11월 24일 : 제44회 청룡영화상 시상식 중계방송으로 인한 결방.
- 12월 15일 : 《2023 뮤직뱅크 글로벌 페스티벌》 중계방송으로 결방.

2024년
- 7월 19일 : 《제3회 청룡시리즈어워즈》 시상식 중계방송으로 인해 밤 10시 50분 지연 방송.
- 8월 2일 ~ 8월 9일 : 2024년 파리 하계 올림픽 중계 방송으로 인한 결방.
- 11월 29일 : 제45회 청룡영화상 시상식 중계방송으로 인한 결방.
- 12월 20일 : 《2024 KBS 가요대축제》 중계방송으로 인한 결방.

2025년
- 1월 3일 : 제주항공 2216편 활주로 이탈 사고 및 수목 드라마 수상한 그녀 재방송 편성으로 인한 결방.
- 7월 18일 : 제4회 청룡시리즈 어워즈 편성으로 인한 결방.
- 8월 15일 : 광복절 특집 방송으로 인해 밤 9시 45분 지연 방송.